# Río Kert
El Río Kert o Oued Kert es un río costero de la región del Rif, en el noreste de Marruecos. Sólo transporta agua después de lluvias intensas o prolongadas. De lo contrario, el clima hace que esté mayoritariamente o completamente seco durante la mayor parte del año.

## Curso
El río Kert nace tras fuertes lluvias a una altitud de unos 1.020 m en la parte oriental de las montañas del Rif, fluye una corta distancia hacia el norte, luego gira al este, fluye hacia el sur pasando la ciudad de Midar y a través de la capital provincial Driouch, tomando una dirección noreste, luego norte y desembocando finalmente en el Mediterráneo.

## Afluentes
El Oued Kert tiene varios afluentes, que también sólo transportan agua temporalmente. El más grande es el Irhane, que desemboca en él desde la derecha.

## Misceláneas
Se han encontrado numerosos artefactos prehistóricos en el estuario del Oued Kert.